# ゲット・ザ・パーティー・スターテッド
「ゲット・ザ・パーティー・スターテッド」（英語: Get the Party Started）は、アメリカ合衆国のシンガーソングライターのP!NKの楽曲。
本楽曲は、2枚目のスタジオ・アルバム『ミスアンダストゥッド』に収録され、アルバムからの最初のシングルとして2001年10月9日にアメリカでリリースされた。各国の週間シングルチャートではオーストラリア、アイルランド、ニュージーランドで1位を記録したほか、イギリス、ドイツ、オランダ、オーストリアで2位を記録した。
2006年にシャーリー・バッシーによってカバーされ、壮大に歌い上げる仕上がりは、シャーリーも過去に歌ったことがあるボンド映画のテーマを思わせ、カルトヒットとなった。この歌は、2015年にホンダ・ステップワゴン スパーダのCMにも使用された。